# Keegan Jelacic
Keegan Daniel Jelacic is een professionele voetballer die als middenvelder speelt voor KAA Gent. Hij kwam in mei 2023 over van Perth Glory en tekende een contract tot 2026.

## Clubcarrière
Jelacic begon zijn professionele voetbalcarrière bij het Australische Perth Glory. In 22 wedstrijden was hij daar goed voor 2 goals en 4 assists. Keegan wordt als een polyvalente middenvelder beschouwd en werd reeds op verschillende posities uitgespeeld zoals centrale middenvelder, linksbuiten en spits.

## Internationale carrière
Jelacic heeft de dubbele nationaliteit van zowel Australië als Nieuw-Zeeland.
Hij vertegenwoordigde eerder Nieuw-Zeeland op jeugdniveau, maar werd in maart 2023 opgeroepen voor de U-23 van Australië.